# Гёттинг, Геральд
Геральд Гёттинг (нем. Gerald Götting; 9 июня 1923 Галле, Анхальт, Веймарская республика — 19 мая 2015, Берлин, Германия) — государственный деятель ГДР. Член ХДС ГДР. Председатель Народной палаты ГДР в 1969—1976 годах. Генеральный секретарь ХДС в 1946—1966 годах, председатель ХДС в 1966—1989.

## Биография
Родился в семье работника торговли.
Во время Второй мировой войны служил в вермахте, в составе информационно-новостной группы люфтваффе, попал в плен. После освобождения в 1946 году вступил в ХДС. С 1947 по 1949 годы он учился, не завершив образования, на факультете филологии, германистики и истории Галле-Виттенбергского университета.
В 1949 году был избран генеральным секретарём ХДС. В 1966 году ушёл с поста генерального секретаря ХДС, стал председателем ХДС. C 1949 по 1990 годы — являлся членов Народной палаты ГДР, до 1958 года — её вице-президент и заместитель председателя. В 1949—1963 годах возглавлял фракцию ХДС в Народной палате, затем — до 1969 года — председатель комитета по международным делам.
С 1975 года он также являлся председателем Лиги дружбы народов, а с 1971 по 1989 гг. был вице-президентом образованного в 1970 году в Берлине комитета ГДР по европейской безопасности и сотрудничеству. Кроме того, в 1960—1990 годах он занимал должность заместителя председателя комитета по национальной обороне ГДР.
В 1958—1963 годах занимал должность заместителя председателя Совета Министров ГДР, с 1963 занимал пост заместителя председателя Государственного совета ГДР. В 1969—1976 годах занимал пост председателя Народной палаты ГДР. В ноябре 1989 года ушёл в отставку со всех постов. В декабре 1989 года был арестован и освобождён в феврале 1990 года. Был исключён из ХДС в 1991 году. В июле 1991 года Берлинским земельным судом он был приговорен к условному тюремному заключению на 18 месяцев за хищение партийных средств.
Впоследствии политик сотрудничал с Берлинским альтернативным историческим форумом.
После рассекречивания архивов восточногерманских спецслужб выяснилось, что в 1951 году Гёттинг был завербован советскими органами государственной безопасности под кодовым названием «Гёбель», а с 1953 года являлся негласным сотрудником Министерства государственной безопасности ГДР. Тем не менее, сам он также был под наблюдением государственной безопасности.

## Награды и звания
В 1961 году был награждён восточногерманским орденом «За заслуги перед Отечеством» с почётной пряжкой в золоте.